# Sin hijos (película de 2015)
Sin hijos es una película argentina de comedia y romance de 2015 dirigida por Ariel Winograd y protagonizada por Diego Peretti y Maribel Verdú. La película se estrenó en Argentina el 14 de mayo.

## Sinopsis
Gabriel está separado hace cuatro años. Desde entonces Sofía, su hija de nueve años, es el centro de su vida. Negado de plano a intentar una nueva relación amorosa, Gabriel vuelca toda su energía en su hija y en su trabajo. El idilio padre-hija se ve conmocionado por la aparición de Vicky, amor platónico de la adolescencia, transformada ahora en una mujer hermosa, independiente y desenfadada. Ante la inminencia del romance, ella pone una condición: no se involucraría por nada del mundo con un hombre con hijos. No quiere niños en su vida. "¿Tenés hijos?", pregunta Vicky. Gabriel, completamente subyugado, responde: "No, no tengo hijos." A partir de ese momento, su vida se transforma en un tormento de maniobras y ocultamientos: ante cada cita con Vicky, Gabriel "limpia" la casa de juguetes, ropa, fotos y cualquier otro rastro infantil, escondiendo todo bajo llave. Cuando Vicky se va todo vuelve a su lugar y la casa queda lista para recibir a Sofía.

## Reparto
- Diego Peretti como Gabriel
- Maribel Verdú como Vicky
- Guadalupe Manent como Sofía
- Martín Piroyansky como Keko
- Horacio Fontova como Oscar
- Marina Bellati como Leticia
- Guillermo Arengo como José
- Pablo Rago como Sebastián
- Jorgelina Aruzzi como Gina

## Recepción

### Crítica
La película de Winograd ha sido bien recibida por la crítica. Javier Porta Fouz del diario La Nación escribió en su reseña «'Sin hijos' no solamente es la mejor película de Winograd, es una comedia romántica que plantea sus conflictos con la seguridad de saber qué está contando, cómo contarlo y en qué tradición se encuadra». Por su parte, Horacio Bilbao del diario Clarín destacó que «Winograd (...) se ha profesionalizado, y sabe manejar la risa, incluso la ternura y cierta nostalgia que atraviesa este filme de un hombre atrapado entre dos amores». De forma más mixta, Horacio Bernades de Página/12 señaló: «El nuevo film del realizador de 'Cara de queso' consigue cumplir efectivamente con varias reglas de las películas de encuentros y desencuentros amorosos. Y a pesar de sus virtudes termina ateniéndose demasiado a esos mismos esquemas».

### Comercial
"Sin hijos" se estrenó en Argentina logrando un buen número de espectadores en su primera semana con 88.634 logrando de esta forma, estar entre las 3 películas más vistas según la consultora Ultracine.

## Remake
La película tuvo un remake en Italia, Ti presento Sofia en el 2018 dirigida por Guido Chiesa.

## Fechas de estreno
| Fechas de estreno (Fuente: IMDb) |               |      |
| País                             | Fecha         | Año  |
| Argentina                        | 14 de mayo    | 2015 |
| Uruguay                          | 9 de julio    | 2015 |
| Chile                            | 30 de julio   | 2015 |
| España                           | 14 de agosto  | 2015 |
| Perú                             | 27 de agosto  | 2015 |
| Brasil                           | 29 de octubre | 2015 |

## Premios y nominaciones

### Premios Sur
La décima edición de los Premios Sur se llevará a cabo el 24 de noviembre de 2015.
| Año  | Categoría                 | Nominado         | Resultado |
| ---- | ------------------------- | ---------------- | --------- |
| 2015 | Mejor actriz revelación   | Guadalupe Manent | Nominado  |
| 2015 | Mejor dirección de arte   | Daniel Gimelberg | Nominado  |
| 2015 | Mejor diseño de vestuario | Mónica Toschi    | Nominado  |